# Марк Стаций Приск Лициний Италик
Марк Стаций Приск Лициний Италик (на латински: Marcus Statius Priscus Licinius Italicus) e римски политик, сенатор и военен от 2 век.

## Биография
Произлиза вероятно от Далмация, където са разпространени имената Стаций и Приск. Той започва кариерата си през 132 г. като префект на cohors IV Lingonum в Британия и става скоро трибун на III Галски легион в юдейската война на император Адриан. След това е легат на X Близначен легион в Панония superior и по-късно отново трибун в Панония в I Спомагателен легион. След това е командир на помощна група (praefectus equitum alae I praetorias civium Romanorum), прокуратор в провинциите Нарбонска Галия и Аквитания, квестор, народен трибун и претор.
Стаций става претор и легат на XIIII Близначен легион в Панония и XIII Близначен легион в Дакия. Скоро след това (156?–158) той е управител на провинция Горна Дакия. През 159 г. Стаций става консул заедно с Плавций Квинтил. През 160 г. е curator alvei Tiberis et riparum et cloacarum urbis. Тази година той е отговорен за р. Тибър и отводните канали на града.
В началото на 161 г. до есента той е легат на провинция Долна Мизия и е изпратен след това като легат в Британия, откъдето в началото на 162 г. e изпратен като управител в Кападокия на Марк Аврелий, за да поеме мястото на Марк Седаций Севериан след загубата му против Вологаз IV при Елегея. Като dux на император Луций Вер Стаций участва в Партската война. Той превзема старата арменска столица Артаксата и построява новата столица Каинополис, където оставя римска войска.
Той е заедно с военачалниците в Партската война Авидий Касий и Публий Мартий Вер. Стаций умира по време на войната.